# Black and Yellow
Black and Yellow ist ein Lied des US-amerikanischen Rappers Wiz Khalifa aus seinem dritten Album Rolling Papers. Das Lied wurde am 14. September 2010 als erste Single des Albums veröffentlicht. Es ist für seine vielen Remix- und Remake-Versionen bekannt.

## Hintergrund
Black and Yellow wurde von Wiz Khalifa und Stargate geschrieben und von Stargate produziert. Der Titel des Liedes ist ein Verweis auf die Flagge von Pittsburgh, wobei die Stadt im Text nicht explizit erwähnt wird. Viel mehr handelt der Text von Wiz Kalifas Auto, einem gelben Dodge Challenger mit schwarzen Streifen sowie seiner Schmucksammlung. Allerdings waren es die Farben der Stadt, die ihn dazu verleiteten, genau dieses Auto zu kaufen.

## Musikvideo
Die Regie zum Musikvideo führte Bill Paladino. Das Musikvideo wurde in Pittsburgh gedreht und zeigt wichtige Plätze und die Wahrzeichen der Stadt, darunter den U.S. Steel Tower, BNY Mellon Center, PPG Place, die Three Sisters und die Smithfield Street Brücken, Station Square, Shannon Hall des Art Institute of Pittsburgh und U.S. Steel. Weiterhin werden die „Terrible Towels“ gezeigt, ein Fanutensil der Anhänger der Pittsburgh Steelers.

## Versionen
| Titel                                                           | Songwriting                                           | Produktion | Länge |
| --------------------------------------------------------------- | ----------------------------------------------------- | ---------- | ----- |
| Black and Yellow (Explicit Album Version)                       | Cameron Thomaz, Mikkel S. Eriksen, Tor Erik Hermansen | Stargate   | 3:36  |
| Black and Yellow (G-Mix) (feat. Juicy J, Snoop Dogg und T-Pain) | Cameron Thomaz, Mikkel S. Eriksen, Tor Erik Hermansen | Stargate   | 4:35  |

An der offiziellen Remix-Version Black & Yellow (G-Mix) wirkten neben Wiz Khalifa die Rapper Snoop Dogg, Juicy J und T-Pain mit. Die Remixversion wurde am 12. Dezember 2010 ins Internet gestellt, aber erst am 16. Dezember 2010 richtig veröffentlicht. Ein Musikvideo für die Remixversion wurde am 8. Januar 2011 veröffentlicht. T-Pain nahm anschließend noch eine eigene Remixversion von Black and Yellow auf.

## Populärkultur
Die Originalversion des Liedes wurde 2012 in einer Werbung für das Computerspiel Madden NFL 13 eingesetzt. Dort sang der Schauspieler Paul Rudd das Lied, während er mit den Pittsburgh Steelers gegen Ray Lewis antrat.
Das Lied wurde der Werbung zum Film The LEGO Batman Movie eingesetzt, wo es Batman beatboxt. Die Farben verweisen auf charakteristischen Farben von Batmans Kostüm (schwarz mit gelbem Gürtel).

## Mitwirkende
Die folgenden Personen wirkten an der Entstehung des Lieds Black and Yellow mit:
| - Songwriting: Cameron Thomaz, Mikkel S. Eriksen, Tor Erik Hermansen - Rap: Wiz Khalifa - Instrumentierung: Mikkel S. Eriksen, Tor Erik Hermansen | - Toningenieur: Mikkel S. Eriksen, Tor Erik Hermansen, Damien Lewis - Assistenz: Damien Lewis - Produktion: Stargate |

## Kommerzieller Erfolg

### Chartplatzierungen
In der Woche zum 13. November 2010 stieg Black and Yellow auf Platz 43 der US-amerikanischen Billboard Hot 100 ein. Fünfzehn Wochen später erreichte die Single Platz 1 der Billboard Hot 100 in der Woche zum 19. Februar 2011, mit über 198.000 verkauften Einheiten in der Woche. Bis Heute wurden von Black and Yellow über 2.342.000 Einheiten verkauft.
| ChartsChartplatzierungen       | Höchstplatzierung | Wochen |
| ------------------------------ | ----------------- | ------ |
| Deutschland (GfK)              | 31 (34 Wo.)       | 34     |
| Österreich (Ö3)                | 44 (3 Wo.)        | 3      |
| Schweiz (IFPI)                 | 44 (28 Wo.)       | 28     |
| Vereinigte Staaten (Billboard) | 1 (25 Wo.)        | 25     |
| Vereinigtes Königreich (OCC)   | 5 (17 Wo.)        | 17     |

| ChartsJahrescharts (2011)      | Platzierung |
| ------------------------------ | ----------- |
| Vereinigte Staaten (Billboard) | 31          |
| Vereinigtes Königreich (OCC)   | 62          |

### Auszeichnungen für Musikverkäufe
| Land/Region                  | Auszeichnungen für Musikverkäufe (Land/Region, Auszeichnung, Verkäufe) | Verkäufe  |
| ---------------------------- | ---------------------------------------------------------------------- | --------- |
| Australien (ARIA)            | Platin                                                                 | 70.000    |
| Dänemark (IFPI)              | Platin                                                                 | 90.000    |
| Deutschland (BVMI)           | Gold                                                                   | 150.000   |
| Frankreich (SNEP)            | Platin                                                                 | 200.000   |
| Italien (FIMI)               | Platin                                                                 | 50.000    |
| Kanada (MC)                  | 3× Platin                                                              | 240.000   |
| Neuseeland (RMNZ)            | 2× Platin                                                              | 60.000    |
| Schweden (IFPI)              | Platin                                                                 | 40.000    |
| Vereinigte Staaten (RIAA)    | 6× Platin                                                              | 6.000.000 |
| Vereinigtes Königreich (BPI) | Platin                                                                 | 600.000   |
| Insgesamt                    | 1× Gold · 17× Platin ·                                                 | 7.500.000 |

Hauptartikel: Wiz Khalifa/Auszeichnungen für Musikverkäufe

### Auszeichnungen für Musikstreaming
| Land/Region     | Auszeichnungen für Musikverkäufe (Land/Region, Auszeichnung, Verkäufe) | Verkäufe |
| --------------- | ---------------------------------------------------------------------- | -------- |
| Dänemark (IFPI) | Gold                                                                   | 900.000  |
| Insgesamt       | 1× Gold ·                                                              | 900.000  |

Hauptartikel: Wiz Khalifa/Auszeichnungen für Musikverkäufe

## Remake-Versionen
Viele Sportclubs in den Vereinigten Staaten werden von zwei Farben repräsentiert. Dementsprechend groß war der Aufforderungscharakter des Songs, Remixversionen und Neuinterpretationen für andere Sportclubs zu erstellen. In der folgenden Auflistung sind einige der bekannteren enthalten.
- White and Purple von Chet Haze, Sohn von Schauspieler Tom Hanks, repräsentiert die Northwestern University.[1][19][20]
- Black and Yellow von Crooked I.[21]
- Black and Yellow von Donnis.[21]
- Schwarz und Gelb von Benja, ein Remix auf Borussia Dortmund.[22]
- White and Navy von Fabolous, repräsentiert New York City und die New York Yankees.[1]
- Purp and Yellow von The Game, Snoop Dogg und YG, repräsentiert die Los Angeles Lakers.[1]
- Black & Red von Jermaine Dupri, repräsentiert die Atlanta Falcons.[23]
- Green and Yellow von Lil Wayne, repräsentiert die Green Bay Packers, die den Super Bowl XLV gewannen.[1][24]
- Black & Yellow von Tyga.[21][23]
- Black and Guido von Vinny Guadagnino von Jersey Shore.[19]
- Black and Red von Paypa, repräsentiert die Stadt Chicago und die Chicago Bulls
- Black and Red von Jimmi Hart, repräsentiert die Miami Heat
- STAT and Melo von Judge Hyp, eine Hommage an die beiden Basketballprofis Amar'e Stoudemire und Carmelo Anthony und ihren Verein New York Knicks
- Black and Yellow (Mike Tomlin) von Wale.[21]
- Black and Purple von Marquee T, repräsentiert die TCU Horned Frogs.[25]
- Red and Yellow von Adam Ivy, Parodie bezogen auf McDonald’s.[21]
- Boston Celtics von Oliveira & Moises Pascoal. Repräsentieren die Boston Celtics
- Blaue Jacke, Rote Kappe von Money Boy[26]
- Rot & Weiss von Seany, repräsentiert die Stadt Köln und den 1. FC Köln[27]
- Green and Purple von Kritikal, handelt von Cannabiskonsum, wurde als Meme bekannt[28]
- Blue and Green von The Natural Truth, repräsentiert das NFL-Franchise Seattle Seahawks[29]